# نیکولچووتسی (استان گابرووو)
نیکولچووتسی (به بلغاری: Nikolchovtsi) یک منطقهٔ مسکونی در بلغارستان است که در شهرستان گابروو واقع شده‌است.